# Sidonius Apollinaris

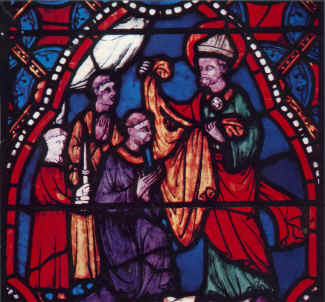
Gebrandschilderd raam in de kathedraal van Clermont-Ferrand, voorstellend Clermonts eerste bisschop Austremonius

Sidonius Apollinaris (Lugdunum, 431 - Clermont-Ferrand, 489) was een Laat-Romeinse schrijver en politicus. Hij was de schoonzoon van keizer Avitus. Rond 470 werd hij bisschop van Clermont, in Auvergne in Frankrijk.

## Leven
Sidonius werd geboren in Lugdunum (Lyon). Zijn vader (anoniem, geboren circa 405) was onder Valentinianus III tussen 425 en 455 praefectus van Gallië. Zijn grootvader Apollinaris was voor 409 pretoriaanse prefect van Gallië; in deze functie werd hij in 409/410 opgevolgd door zijn vriend Decimus Rusticus. Deze Apollinaris lijkt weer een afstammeling te zijn van een andere Apollinaris, de prefect van Gallië onder Constantijn II tussen 337 en 340. Rond 452 trad Sidonius in het huwelijk met Papianilla, een dochter van keizer Avitus. Zijn leven en vriendschappen plaatsen hem in het centrum van de 5e-eeuwse Gallische maatschappij.
In 457 werd Avitus door Maiorianus afgezet; spoedig daarna kwam hij om het leven. Maiorianus nam de stad Lyon in, waar Sidonius in zijn handen viel. De reputatie van Sidonius was echter zo goed dat hij met het grootste respect behandeld werd. Sidonius stelde een lofrede (panegyriek) voor Maiorianus op (zoals hij eerder ook had gedaan voor zijn schoonvader Avitus). Als dank werd in Rome een standbeeld voor hem opgericht en kreeg Sidonius de titel van comes. In 467 of 468 beloonde keizer Anthemius hem voor de lofrede die Sidonius voor hem had geschreven door hem tot 470 de functie van stedelijke prefect van Rome aan te bieden. Daarna werd Sidonius tot patriciër en senator benoemd. In 470 of 472 werd hij meer dankzij zijn politieke – dan voor zijn theologische vaardigheden, gekozen om bisschop Eparchius in het bisdom Clermont (nu Clermont-Ferrand) op te volgen. De meeste van de eerdere houders van deze bisschopszetel zijn heiligen in de rooms-katholieke kerk geworden, ook zijn recente voorganger, Namatius (bisschop 446-62), die de basis gelegd had voor de kathedraal van Clermont. Sidonius Apollinaris was geen religieus mens; zijn verkiezing was waarschijnlijk te danken aan zijn invloedrijke contacten, en zijn grote inzet om Auvergne te behouden voor het Romeinse Rijk.
Na de verovering van Clermont door de Visigoten in 474 werd hij gevangengenomen, aangezien hij een actieve rol had gespeeld in de verdediging van de stad, maar hij werd spoedig daarna in vrijheid gesteld door Eurik, de koning van de Visigoten. Tot zijn dood in 489 bleef hij bisschop van Clermont.
Sidonius' familierelaties zijn over meerdere generaties getraceerd en geven een informatief beeld van de overgang van het Romeinse rijk, naar eerst het Visigotische koninkrijk en daarna het Frankische rijk. Zijn grootvader van vaderskant was nog een prominent Romein. Hijzelf maakte de ondergang van het Romeinse Rijk mee. Sidonius' zoon, die ook Apollinaris heette, correspondeerde met Ruricius, de bisschop van Limoges. Deze zoon voerde een legereenheid uit Auvergne aan die in de beslissende Slag bij Vouillé aan de verliezende, Visigotische kant streed. Ook diende hij de laatste vier maanden van zijn leven als bisschop van Clermont. Sidonius' kleinzoon Arcadius ten slotte verried Clermont per ongeluk aan de Frankische koning Childebert I, nadat hij bij geruchte had vernomen dat de Frankische koning Theuderik I zou zijn overleden. Toen dit gerucht onwaar bleek te zijn, moest hij zijn vaderstad en familie halsoverkop verlaten. Later komt hij nog voor als een dienaar van koning Childebert I.

## Schrijver
Aan Sidonius Apollinaris hebben we veel informatie te danken over de omstandigheden in het door Germaanse invallers bezette Gallië. Hij beschreef de Visigoten van zijn tijd als grote mannen in ongewassen kledij met bont hoog opgestapeld op hun schouders. Hij beschrijft de nieuwe meesters als hopeloze barbaren die nooit iets positiefs tot stand zullen kunnen brengen.

## Werken

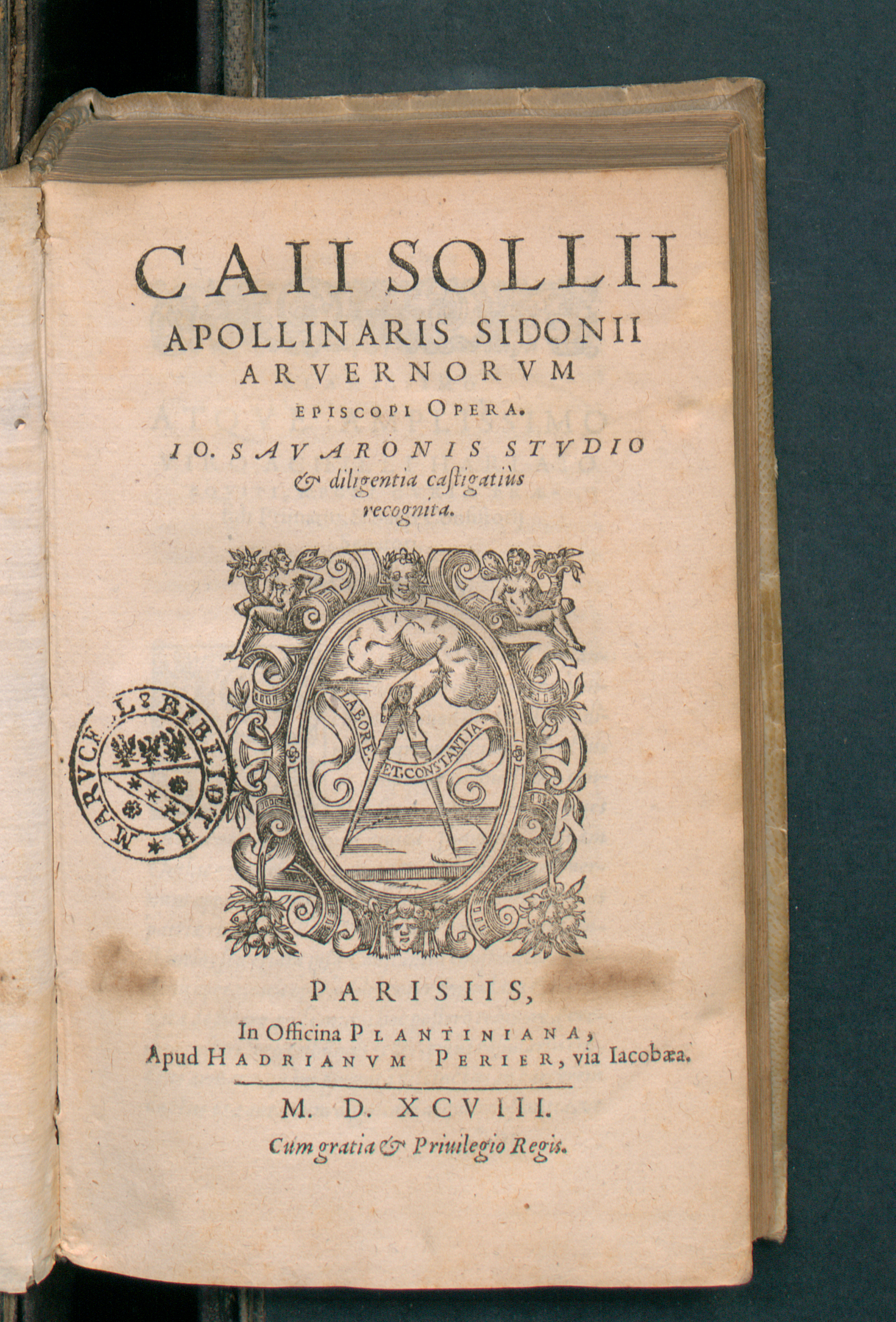
Opera, 1598

Zijn overgeleverde werken zijn zijn panegyrieken op verschillende keizers, die een aantal belangrijke politieke gebeurtenissen documenteren. Literair laat Sidonius zich leiden door Statius, Ausonius en Claudius Claudianus. Carmen 7 is een lofrede op zijn schoonvader Avitus ter gelegenheid van diens inauguratie als keizer. Carmen 5 is een lofrede op Maiorianus, waaruit blijkt dat Sidonius in staat was om de natuurlijke achterdocht en vijandigheid tegenover de man die verantwoordelijk was voor de dood van zijn schoonvader te overwinnen.
Carmen 2 is een lofrede op keizer Anthemius, en beschrijft een deel van de inspanningen van Sidonius om tot praefectus urbi van Rome benoemd te worden; dan zijn er enkele voorbeelden van incidentele gedichten en negen boeken Epistola of brieven, waarover W.B. Anderson het volgende opmerkt: 'Wat men ook mag denken over hun stijl en dictie, de brieven van Sidonius zijn een onschatbare bron van informatie over vele aspecten van het leven van zijn tijd.' Hoewel hoogdravend in dictie, onthullen deze brieven Apollinaris als een man met een joviaal humeur, die van het goede leven hield.
Een brief van Sidonius gericht aan Riothamus, 'koning van de Brittones' (circa 460) is van bijzonder belang, omdat deze bewijst dat er een Engelse koning of militaire leider bestaan heeft, juist in de tijd dat ook de legendarische koning Arthur geleefd zou hebben.
Gregorius van Tours spreekt van Sidonius als een man die de mis uit zijn hoofd kon reciteren en die onvoorbereid zonder enige aarzeling een toespraak kon houden.
De beste editie is die in de Monumenta Germaniae Historica (Berlijn, 1887), die een overzicht van de manuscripten geeft. Een Engelse vertaling van zijn poëzie en brieven door W.B. Anderson, met begeleidende Latijnse tekst, is gepubliceerd door de Loeb Classical Library.

## Voetnoten
1. ↑  Gregorius van Tours,Geschiedenis van de Franken, 2.21. Dit lijkt bevestigd te worden door andere onduidelijke toespelingen in Sidonius' eigen Epistuale 2.2.3.
2. ↑  Gregorius van Tours, 2.37, 3.2.
3. ↑  Gregorius van Tours, 3.9, 11
4. ↑  In zijn inleiding op Sidonius: gedichten en brieven (Cambridge: Loeb, 1939), vol. 1, p. lxiv.
5. ↑  Gregorius van Tours, 2.22

- Bibsys: 93003614
- Biblioteca Nacional de España: XX917728
- Bibliothèque nationale de France: cb12159352w (data)
- Catàleg d'autoritats de noms i títols de Catalunya: 981058523271406706
- CiNii: DA02223505
- Gemeinsame Normdatei: 118797069
- Historisch woordenboek van Zwitserland: 010311
- International Standard Name Identifier: 0000 0001 2142 9795
- Library of Congress Control Number: n85175817
- Nationale Bibliotheek van Tsjechië: jn19981002133
- Nationale bibliotheek van Australië: 35264490
- Nationale Bibliotheek van Israël: 987007267891405171
- Nationale Bibliotheek van Polen: a0000001186926
- Nationale en Universitaire bibliotheek Zagreb: 000135422
- Nederlandse Thesaurus van Auteursnamen: 069289654
- Istituto Centrale per il Catalogo Unico: CFIV114218
- LIBRIS: 198123
- SNAC: w6gv018s
- Système universitaire de documentation: 027471381
- Trove: 888483
- Virtual International Authority File: 89203537
- WorldCat: E39PBJhhpCF9MHcMBY7kJ9vmBP